# (6883) Hiuchigatake
(6883) Hiuchigatake est un astéroïde de la ceinture principale.

## Description
(6883) Hiuchigatake est un astéroïde de la ceinture principale. Il fut découvert le 10 janvier 1996 à Oizumi par Takao Kobayashi. Il présente une orbite caractérisée par un demi-grand axe de 3,12 UA, une excentricité de 0,19 et une inclinaison de 2,0° par rapport à l'écliptique.

## Compléments